# Zamig Aliyev (músico)
Zamig Balarza oglu Aliyev (en azerí: Zamiq Balarza oğlu Əliyev; Bakú, 25 de mayo de 1950) es un intérprete de tar (laúd), que obtuvo en 2007 la distinción de Artista del pueblo de la República de Azerbaiyán.

## Biografía
Zamig Aliyev nació el 25 de mayo de 1950 en Bakú.
Entre 1968 y 1972 estudió en la Universidad Estatal de Cultura y Arte de Azerbaiyán. Desde 1970 interpretó en la Filarmónica Estatal de Azerbaiyán. Realizó giras por Estados Unidos, Canadá, Holanda, Afganistán, Jordania, Yemen, Túnez, Dinamarca, Turquía, Irak y muchos otros países extranjeros.  Enseñó en la Universidad Estatal de Cultura y Arte de Azerbaiyán desde 1998.

## Premios y títulos
- 1998 - Artistas de Honor de Azerbaiyán
- 2007 - Artista del pueblo de la República de Azerbaiyán